# Права интерсекс-людей в Индии
Проблемы интерсекс-людей в Индии часто могут восприниматься как проблемы третьего пола. Наиболее известная третья гендерная группа в Индии — хиджры. После долгих лет опросов и изучения хиджр Серена Нанда (англ. Serena Nanda) пишет в своей книге «Ни мужчина, ни женщина: хиджры Индии»:
В Индии широко распространено убеждение, что хиджры рождаются гермафродитами и их забирает сообщество хиджр при рождении или в детстве, но я не нашел никаких доказательств в поддержку этой веры среди хиджр, которых я встречал, причем все они добровольно присоединились к сообществу, часто в подростковом возрасте.
В литературе Сангама слово «педи» используется для обозначения людей, родившиеся с интерсекс-вариациями, но коренные гендерные меньшинства в Индии четко понимали, кто такие интерсексы, и называли их «мабеди усили» (англ. mabedi usili, а также обозначали их по-своему. Кроме того, есть свидетельства того, что некоторые интерсекс-люди предпочитают идентифицировать себя как трансгендерных людей.

## Физическая неприкосновенность

Запрет на нормализующие операции без личного согласия интерсекс-человека
Медицинские вмешательства приостановлены нормативно

В Индии нет законов, защищающих интерсекс-людей от нарушений их прав на физическую неприкосновенность.
Задокументированы случаи детоубийства младенцев с очевидными интерсекс-вариациями, а также младенцев не способных преуспеть, из-за того что им был выбран женский гендерный маркер. Медицинские отчеты свидетельствуют о том, что родители в Индии предпочитают выбирать своим интерсекс-детям мужской гендерный маркер, при этом хирургические вмешательства проводятся тогда, когда родители могут себе это позволить.
В ответ на письмо интерсекс-активиста Гопи Шанкар Мадурай (англ. Gopi Shankar Madurai), Министерство здравоохранения и семейного благополучия Индии, ответило, что «Любая инвазивная медицинская процедура, включая операции по смене пола, проводится только после тщательной оценки пациента, получения обоснования для процедуры проводится с помощью соответствующих тестов и только после получения письменного согласия пациента/опекуна».
Помимо мужского и женского пола, индийские паспорта допускают вариант «О» («Другое»).

Защита прав интерсексов
Защита ряда прав интерсексов
Защита прав интерсексов в ещё более узкой выборке характеристик

## Защита от дискриминации

Небинарный/третий гендерный маркер доступен по желанию
Доступно только на интерсекс-людей
Обязательно для некоторых интерсекс-людей и доступно по желанию
Обязательно для некоторых интерсекс-людей с рождения
Опция недоступна или нет информации

Многочисленные индийские спортсмены были подвергнуты унижению, дискриминации и потере работы, а также медалей после проверки пола. Бегунья на средние дистанции Санти Саундараян (англ. Santhi Soundarajan), завоевавшая серебряную медаль на дистанции 800м на Азиатских играх 2006 года в Дохе, Катар, была лишена медали, а затем предприняла попытку самоубийства. Легкоатлетка Пинки Праманик была обвинена соседкой по комнате в изнасиловании, а затем подвергласть тестированию на пол и объявлена мужчиной, хотя она и другие медицинские эксперты оспаривают эти утверждения. Индийская спортсменка Дути Чанд выиграла дело против ИААФ в 2015 году, что позволило женщинам-спортсменкам с высоким уровнем тестостерона соревноваться с женщинами, поскольку нет четких доказательств преимуществ от высокого уровня тестостерона. В 2016 году некоторые спортивные врачи заявили: «Одна из фундаментальных рекомендаций, опубликованных почти 25 лет назад ... о том, что спортсменам, родившимся с расстройствами полового развития и воспитанным как женщины, разрешается участвовать в соревнованиях как женщины, остается в силе».

## Известные интерсекс-люди Индии
- Гопи Шанкар Мадурай — один из самых молодых и первых открытых интерсекс-людей и гендерквиров, претендовавших на участие в выборах в Индии (на место в Законодательном собрании Тамилнада в 2016 году)[17][18][19][20].
- Пинки Праманик — спортсменка, бегунья.
- Санти Сундараджан  — спортсменка, легкоатлетка.